# Falguière (métro de Paris)
Pour le peintre français, voir Alexandre Falguière.
Falguière est une station de la ligne 12 du métro de Paris, située dans le 15e arrondissement de Paris.

## Situation
La station est implantée sous la rue de Vaugirard au niveau de la place Camille-Claudel, à l'intersection avec la rue du Cherche-Midi d'une part et la rue Falguière d'autre part. Orientée selon un axe nord-est/sud-ouest, elle s'intercale entre les stations Montparnasse - Bienvenüe et Pasteur.

## Histoire

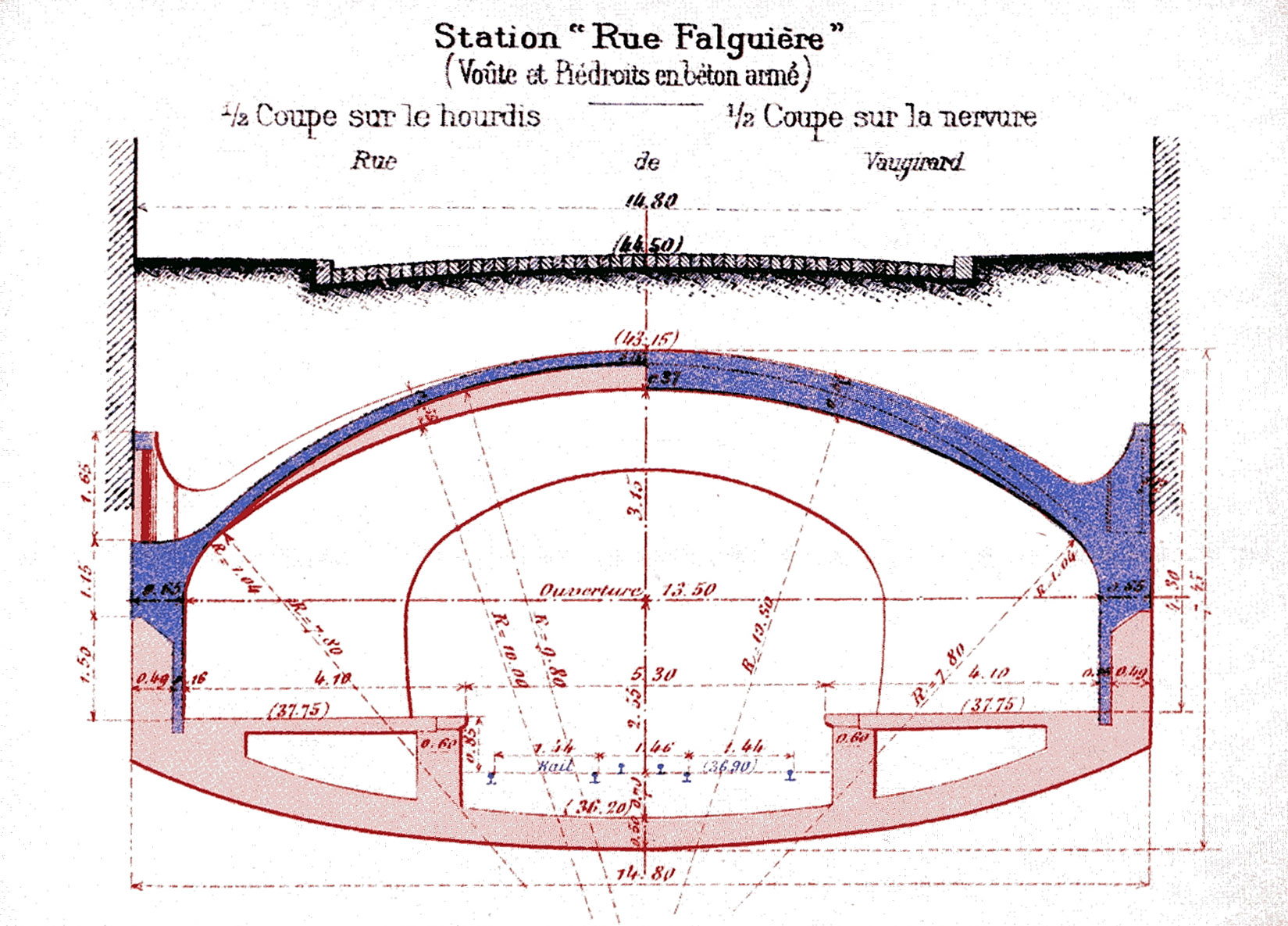
Plan de coupe de la construction de la station.

La station est ouverte le 5 novembre 1910 avec la mise en service du premier tronçon de la ligne A de la Société du chemin de fer électrique souterrain Nord-Sud de Paris (dite Nord-Sud) entre Porte de Versailles et Notre-Dame-de-Lorette.
Elle doit sa dénomination à sa proximité avec l'amorce de la rue Falguière, laquelle rend hommage à Alexandre Falguière (1831-1900), sculpteur et peintre français du XIXe siècle.
Le 27 mars 1931, la ligne A devient la ligne 12 à la suite de l'absorption de la société du Nord-Sud le 1er janvier 1930 par sa concurrente : la Compagnie du chemin de fer métropolitain de Paris (dite CMP).
Comme l'ensemble des points d'arrêt de la ligne 12 à partir des années 1950, les quais sont modernisés avec la mise en place d'un carrossage métallique aux entourages verts, par la suite repeints en jaune.
En 2019, 881 763 voyageurs sont entrés à cette station ce qui la place à la 293e position des stations de métro pour sa fréquentation sur 302,.
En 2020, avec la crise du Covid-19, 479 988 voyageurs sont entrés dans cette station, ce qui la place à la 292e position sur 304 des stations de métro pour sa fréquentation,.
En 2021, la fréquentation remonte progressivement, avec 650 291 voyageurs qui sont entrés dans cette station ce qui la place à la 294e position des stations de métro pour sa fréquentation sur 304,.

## Services aux voyageurs

### Accès
La station dispose d'un unique accès intitulé « place Camille-Claudel », débouchant sur cette place au droit du 133, rue du Cherche-Midi, à l'angle avec la rue de Vaugirard. Constitué d'un escalier fixe, il est orné d'une balustrade dans le style caractéristique de la société du Nord-Sud.

### Quais

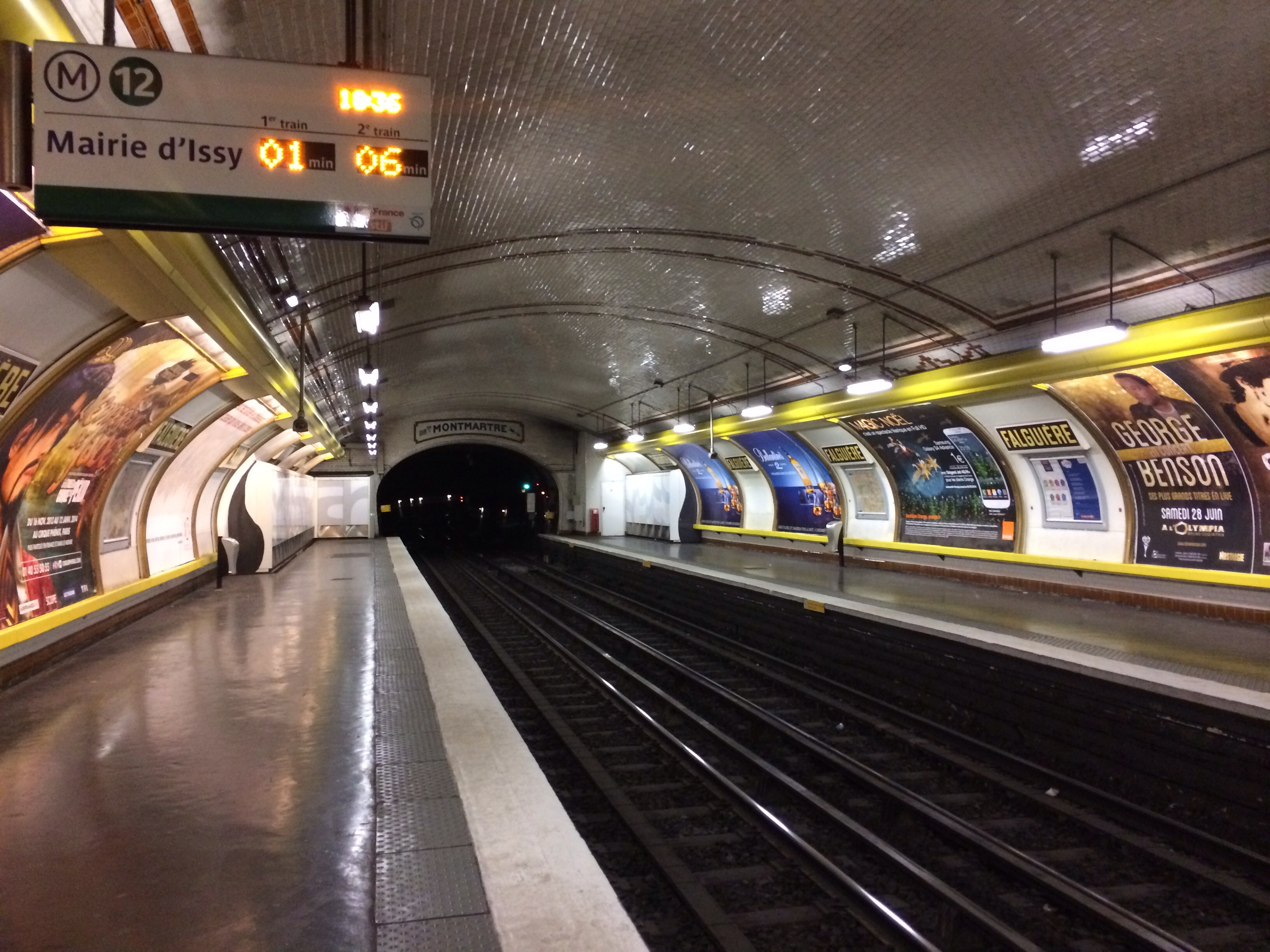
Vue d'ensemble des quais.

Falguière est une station de configuration standard : elle possède deux quais longs de 75 mètres séparés par les voies du métro et la voûte est semi-elliptique, forme spécifique aux anciennes stations du Nord-Sud dont elle a conservé la décoration en céramique d'origine. Depuis les années 1950, les piédroits sont toutefois revêtus d'un carrossage métallique avec montants horizontaux jaunes et cadres publicitaires dorés éclairés, complété par des sièges de style « Motte » de couleur jaune. Les plaques nominatives émaillées incorporées au carrossage sont parmi les dernières du réseau à indiquer le patronyme de la station en lettres capitales jaunes sur fond noir, une caractéristique initiale des stations carrossées que celle-ci ne partage plus qu'avec Parmentier sur la ligne 3. L'éclairage est assuré par des tubes indépendants.

### Intermodalité

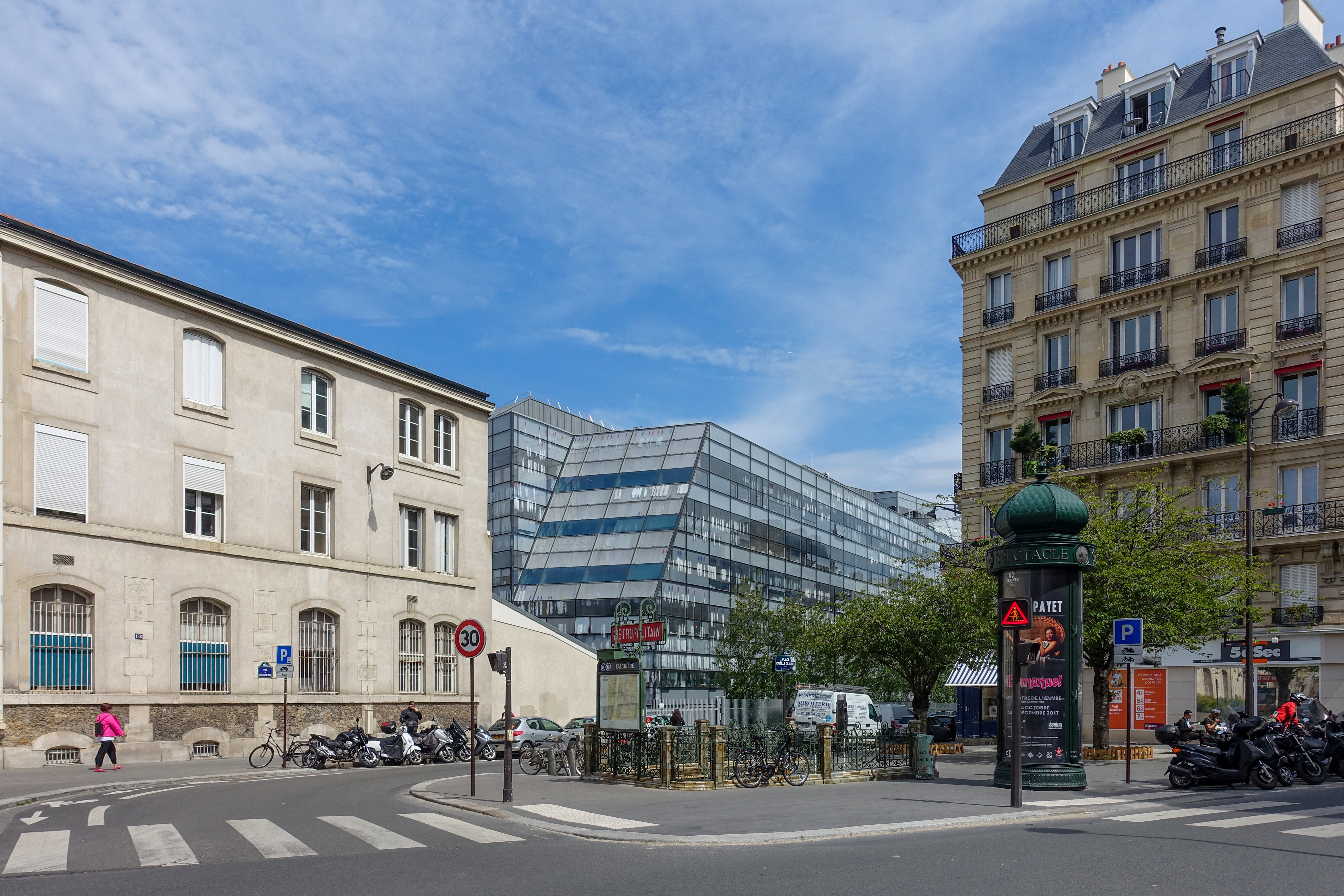
Vue de la bouche de métro depuis la rue de Vaugirard.

La station est desservie par les lignes 28, 82, 89 et 92 du réseau de bus RATP.

## À proximité
- L'Institut Paris Région
- Hôpital Necker-Enfants malades
- Musée Bourdelle